# Айленд (озеро, Манитоба)
А́йленд (англ. Island Lake) — озеро в провинции Манитоба в Канаде. Расположено на востоке провинции. Одно из больших озёр Канады — площадь водной поверхности 1043 км², общая площадь — 1223 км², шестое по величине озеро в провинции Манитоба. Высота над уровнем моря 227 метров, колебания уровня озера до 0,5 метра. Ледостав с ноября по июнь.
Фактория Компании Гудзонова залива основана на побережье озера в 1824 году. Через сто лет в 20-х годах XX столетия было найдено золото.
Озеро является частью бассейна Гудзонова залива, получает питание от множества малых рек, сток по реке Айленд-Лейк в озеро Гус и дальше на север в озёра Бивер и Годс. Название озеро полностью соответствует действительности — озеро буквально усыпано островами, самые крупные из которых — Джубили, Конфедерейшн и Лун-Фут. Посёлок Айленд-Лейк расположен на северном берегу озера.
Любительское рыболовство, специализация: судак, северная щука, озёрная форель.